# Орловский городской совет народных депутатов
Орловский городской совет народных депутатов (ОГСНД) — представительный орган муниципального образования города Орёл. Депутаты городской думы избираются на пять лет в количестве 38 человек по смешанной системе.

## История
Первый современный созыв городского Совета избран в марте 1997 года, унаследовав полномочия от Орловской городской Думы 1995-1997 гг. С тех пор прошло шесть созывов, в рамках которых приняты Устав города и ключевые муниципальные нормативные акты.

## Полномочия и процедура избрания
Полномочия ОГСНД включают принятие муниципальных правовых актов, утверждение бюджета, контроль его исполнения, распоряжение муниципальной собственностью, назначение выборов и публичных слушаний, взаимодействие с администрацией города и областными органами власти.
В совете постоянно действуют 6 комитетов:
- Бюджета и налоговой политики
- Муниципальной собственности и землепользования
- ЖКХ
- Строительства и перспективного развития города
- Экономической политики и развития предпринимательства
- Правового регулирования местного самоуправления

## Выборы
- Выборы депутатов совета проводятся по смешанной системе
- Гражданин РФ, достигший 18 лет и обладающий пассивным избирательным правом, может быть избран депутатом городской совета.
- Избрание происходит путем всеобщего, равного и прямого тайного голосования на муниципальных выборах.
- В совет избираются 38 депутатов: 28 депутатов по одномандатным округам; ещё 10 — по единому округу по партийным спискам. Действует 5%-процентный барьер[7][8]

По итогам выборов 13 сентября 2020 года, места в совете распределились следующих способом: «Единая Россия» получила большинство — 25 мандатов (13 — округа, 12 — список); СР – Патриоты — 7; КПРФ — 4; ЛДПР и РППС — по 1 мандату.  Следующие выборы пройдут 14 сентября 2025 года, что было утверждено решением городского совета депутатов 8 июня.